# Flourensia
Flourensia är ett släkte av korgblommiga växter. Flourensia ingår i familjen korgblommiga växter.

## Bildgalleri

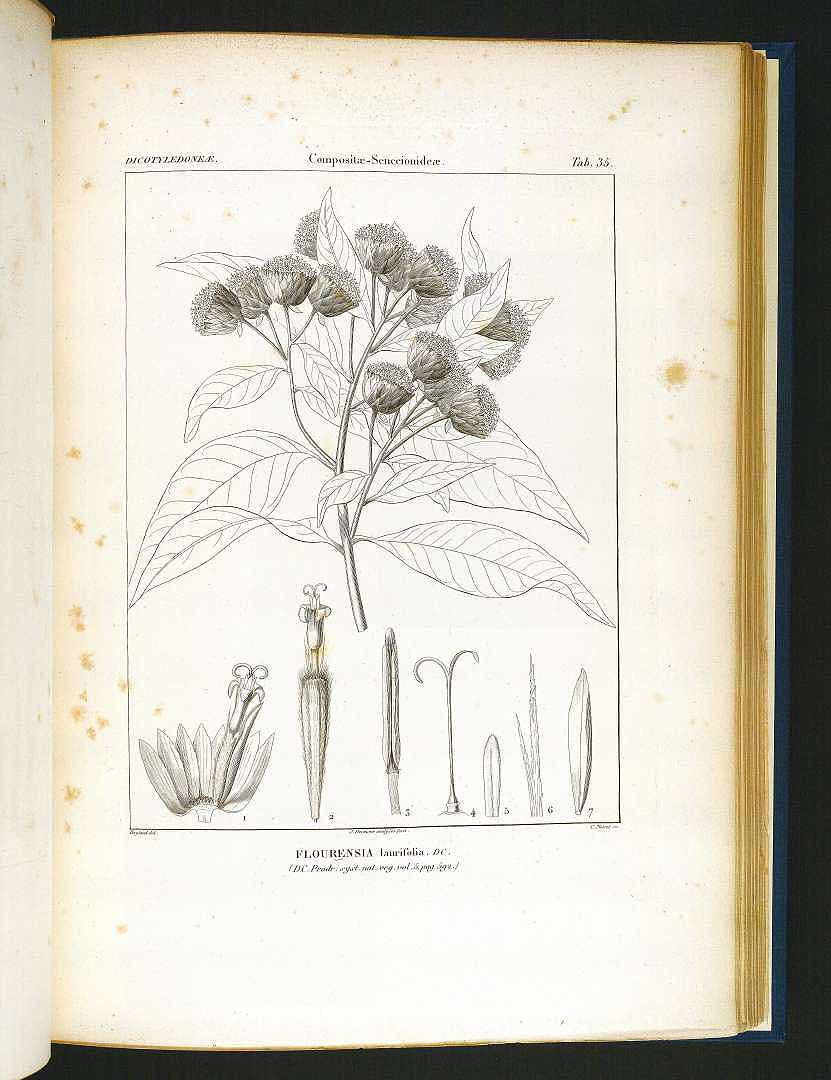

## Dottertaxa tillFlourensia, i alfabetisk ordning[1]
- Flourensia angustifolia
- Flourensia blakeana
- Flourensia cajabambensis
- Flourensia campestris
- Flourensia cernua
- Flourensia collodes
- Flourensia dentata
- Flourensia fiebrigii
- Flourensia glutinosa
- Flourensia heterolepis
- Flourensia hirta
- Flourensia hirtissima
- Flourensia ilicifolia
- Flourensia laurifolia
- Flourensia leptopoda
- Flourensia macroligulata
- Flourensia macrophylla
- Flourensia monticola
- Flourensia niederleinii
- Flourensia oolepis
- Flourensia peruviana
- Flourensia polycephala
- Flourensia polyclada
- Flourensia pringlei
- Flourensia pulcherrima
- Flourensia resinosa
- Flourensia retinophylla
- Flourensia riparia
- Flourensia solitaria
- Flourensia suffrutescens
- Flourensia thurifera
- Flourensia tortuosa